# 오장은
오장은 (吳章銀, 1985년 7월 24일 ~ )은 대한민국의 전직 축구 선수로서 포지션은 중앙 미드필더였다.

## 개요
제주특별자치도 서귀포시 출생으로 서귀포초등학교와 조천중학교를 졸업하였다. 이름이 '오장은'인 것에 착안하여 '오짱'이라는 별명이 붙었다. 일본 축구 국가대표팀의 리 다다나리 선수와도 친한 것으로도 알려져있다.

## 클럽 경력

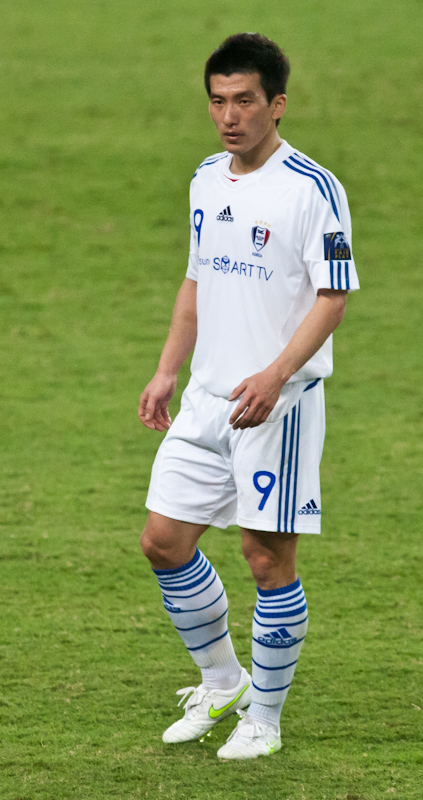
수원 삼성 시절 오장은

오장은 어린 시장 벨기에 축구 유학을 떠났지만 실패한 채 국내로 돌아왔으며,서귀포고 재학 시절 당시 수원 삼성의 코치였던 윤성효 코치 눈에 띄어 서귀포고를 중퇴하고 수원 삼성의 2군에서 훈련하였으나, 2001년 8월에 FC 도쿄의 입단테스트에 참가했고 연습생의 조건으로 2002년에는 아마추어 계약을 체결했고, 2004년에 비로소 정식 프로계약을 맺었다.2002년 일본 J리그의 FC 도쿄에서 데뷔하여, J리그 최연소 출장 기록 (16세 8개월)을 세웠다. 2005년 K-리그의 대구 FC로 이적하여, 2006년 9월 23일 전북 현대 모터스와의 원정 경기에서는 자신의 프로 통산 첫 해트트릭을 기록하기도 하였다.
2007년 울산 현대 호랑이로 이적하여, 2007년 하우젠 컵 우승 등에 공헌하였다.
2011년 수원 삼성 블루윙즈로 이적하였으며, 3월 6일 FC 서울과의 2011 시즌 개막전에서 1:0으로 이기고 있던 후반전에 쐐기골을 넣으며 팀의 2:0승리를 이끌었다.
2015 시즌에는 잔부상에 시달려 계약이 만료되어 수원과 결별 직전까지 갔으나, 2016 시즌을 앞두고 재계약하여 4월 10일에 있었던 제주와의 원정경기서 702일 만에 선발 출전하였다. 그리고, 4월 16일에 있었던 인천과의 원정 경기에서 948일 만에 골을 기록했지만 팀은 1-1 무승부를 거둬 빛을 바랬다.
2017년 1월 1일, 성남 FC로 이적하였으나, 부상 등의 이유로 출전 기회를 많이 잡지 못하면서 리그 단 4경기 출장에 그쳤다.
2018년 1월 12일 대전 시티즌으로 이적하였으며, 팀의 주장으로 선임되었다.
2019년 7월 25일 현역 은퇴를 선언했다.

## 국가대표 경력
2006년 10월 8일 가나와의 친선경기에서 데뷔하였으며, 2007년 AFC 아시안컵에 참가하였다.

## 지도자 경력
2020시즌을 앞두고 J리그 FC 도쿄의 유소년팀 코치로 부임했다.
그 후, 2020년 12월 29일에 수원 삼성 블루윙즈의 2군 코치로 부임했다.

## 수상

### 클럽

#### FC 도쿄
- J리그 컵 우승 1회 (2004년)

#### 울산 현대 호랑이
- 하우젠 컵 우승 1회 (2007년)

#### 수원 삼성 블루윙즈
- FA컵 우승 1회 (2016년)

### 국가 대표팀
- 2007년 AFC 아시안컵 3위